# Israele Tsvaygenbaum
Israel Tsvaygenbaum (in russo Исраи́л Ио́сифович Цвайгенба́ум, Israel Iosifovič Cvajgenbaum?) (Derbent, 1º febbraio 1961) è un pittore russo naturalizzato statunitense.

## Biografia
Israel Tsvaygenbaum è un artista che ha esposto in Russia e negli Stati Uniti. Un certo numero di sue opere si trovano nel Museum of Imitative Arts, Derbent. Altri lavori si trovano nelle collezioni private in nove paesi, tra cui Austria, Bulgaria, Inghilterra, Francia, Paesi Bassi, Israele, Russia e Stati Uniti.
Tsvaygenbaum è nato nella città di Derbent, nella Russia meridionale, una delle più antiche città del mondo. La popolazione è in prevalenza musulmana, ma vi risiedono anche famiglie di ebrei. I genitori di Tsvaygenbaum sono ebrei. Suo padre era originario di Będzin, Polonia e durante la seconda guerra mondiale, fu costretto a fuggire in Unione Sovietica. La madre di Tsvaygenbaum è nata in Unione Sovietica, ed appartiene al gruppo etnico degli Ebrei delle Montagne.
La cultura e lo stile di vita delle zone in cui Tsvaygenbaum è cresciuto, uniti alla sua origine ebraica, si riflettono nei suoi dipinti. Il quotidiano russo Izvestija Derbentskie (in russo: Дербентские известия) scrisse sul lavoro di Tsvaygenbaum:
"Il tema della solitudine e della malinconia è prevalente in molti dei quadri, come Nostalgia, Solitario, Gli Uomini Chiodatura, e altri. Questo tema si ispira a immagini del padre dell'artista, che proviene dalla Polonia. Nel 1939, all'età di 29 anni, è fuggito la Polonia per sfuggire alla peste bruna [i nazisti]. I suoi parenti sono stati uccisi. La composizione delle immagini rivela la tristezza e la malinconia."
Ed ancora:
"Il sapore dei colori nei dipinti è moderato e ovattato. Questa è una tavolozza d'autunno, in cui l'oro della betulla si armonizza con il rame delle foglie della quercia. Il cremisi dell'acero si armonizza con il buio dei rami nudi."
Dal 1976 al 1980, Tsvaygenbaum, ha studiato arte al Collegio di Izberbaš, in Daghestan. Nel 1991 prese un Master of Fine Arts presso l'Università di Stato Kuban, a Krasnodar, in Russia. Tsvaygenbaum ha fondato un'associazione di artisti "Colorit",, a Derbent nel 1986. "Colorit" ha esposto in alcune mostre d'arte a Derbent e nella Galleria d'Arte a Machačkala, Daghestan, Russia.
Nel mese di novembre 1993 e aprile 1994 Tsvaygenbaum ha tenuto i suoi ultimi due spettacoli in Russia. Entrambi gli spettacoli si sono esplicati in due mostre personali tenute a Mosca, la prima alla Galleria Est e la seconda Rapsodia Ebraica presso la Casa Centrale degli Artisti a Krymsky Val. L'artista ha dedicato Rapsodia Ebraica a suo padre.
Nel luglio 1994, Israel Tsvaygenbaum e la sua famiglia hanno lasciato la Russia, perché continuare a vivere nella repubblica del Daghestan è diventato molto pericoloso per la sua famiglia. Attualmente vive a Albany, nello stato di New York. Negli Stati Uniti Tsvaygenbaum continua a lavorare sui suoi dipinti. I suoi dipinti rappresentano temi universali ed ebraici, e attualmente la sua tavolozza si è spostata dal marrone al giallo.
Al 25 dicembre 2016 in Europa e in Israele e il 15 gennaio 2017 negli Stati Uniti, RTVi in onda un'intervista con Israel Tsvaygenbaum nel programma "A New York con Victor Topaller", dove l'artista ha parlato della sua arte, la vita e persone interessanti che ha incontrato nella sua vita.
Nel 2016 Tsvaygenbaum è stato autore ospite del libro "C'era una città del genere. Derbent". Il libro è stato pubblicato in russo. Ha incluso racconti della sua infanzia nella sua città natale Derbent.
Nel 2018 Tsvaygenbaum è stato l'autore ospite di un altro libro "Orgoglioso, felice e grato di essere ebreo". È stato pubblicato negli Stati Uniti in inglese. I suoi racconti nel libro erano intitolati "Memoria: Il giudaismo nella mia vita."
Nel 2023 Tsvaygenbaum ha pubblicato negli Stati Uniti in inglese il suo libro di memorie "La mia memoria segreta" (in inglese "My Secret Memory"). Il libro di memorie dell'artista si basa sui suoi ricordi e sulle esperienze che hanno ispirato alcune delle sue opere d'arte. Offre al lettore una finestra sulla vita dell'artista e sulle vite di coloro che sono stati importanti per Tsvaygenbaum e hanno avuto un impatto nella sua vita. Il libro presenta 35 opere d'arte dell'artista.

## Artista firma
Tsvaygenbaum firma i suoi quadri con il suo nome in ebraico: ישראל, o nella versione ridotta in ebraico: יש, fatta eccezione per i dipinti Ragazzo che conduce l'angelo cieco (1997) e Fiore (1998) dove ha firmato in inglese come Israel Tsvaygenbaum. Tsvaygenbaum firma le sue immagini verso sinistra o verso destra, nell'angolo. Scrive i titoli dei dipinti sul retro della tela. I titoli precedenti all'emigrazione negli Stati uniti nel 1994 sono stati scritti in russo, e quelli prodotti dopo in inglese.

## Famiglia
Tsvaygenbaum è sposato con Katerina Tsvaygenbaum, figlia dello storico russo Yagutil Mishiev. Hanno tre figlie: Mirvari, Raisa ed Esther.

## Galleria d'immagini

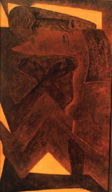
Gli Uomini Chiodatura (1991)
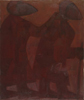
I ciechi (1992)
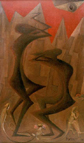
La Penitenza Danza (1992)
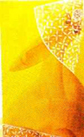
Una Sposa (1993)
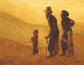
La Via - Aliyah (1997)
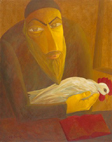
Il Shochet con Gallo (1997)
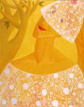
Una Sposa I (1997)
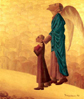
Ragazzo che conduce l'angelo cieco (1997)
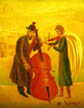
Duetto (2000)
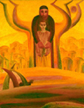
Abramo e Isacco (2001)
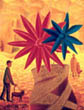
Il vaso d'oro (2001)
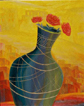
Roses (2002)